# ミケル・ベスガ
ミケル・ベスガ・アルティ（Mikel Vesga Arruti, 1993年5月22日 - ）は、スペイン・バスク州アラバ県ビトリア＝ガステイス出身のサッカー選手。アスレティック・ビルバオ所属。バスク代表。ポジションはMF。

## クラブ経歴
地元ビトリア＝ガステイスに本拠地を置くCDアウレラ・デ・ビトリアでカンテラ時代を過ごし、2012年にトップチームに昇格。テルセーラ・ディビシオン (4部リーグ)でプロデビュー。2013-14シーズンはデポルティーボ・アラベスのBチームでプレーし、2014年7月にアスレティック・ビルバオと契約。傘下のビルバオ・アスレティックに送られ、Bチームで2シーズンプレーし、79試合4ゴールを記録。2016年7月にトップチームに昇格。2016-17シーズンにラ・リーガデビュー。6試合で起用された後、2017年1月25日にスポルティング・デ・ヒホンへのローン移籍が決定。4月15日のレアル・マドリード戦でリーガ初ゴールを決めるも、イスコに2ゴールを決められ、2-3で敗戦。ヒホンは同シーズン18位に終わり、セグンダ・ディビシオンに降格。シーズン終了後にビルバオに復帰した。
2017年10月14日のセビージャFC戦でビルバオ初ゴールを決め、1-0で勝利。しかし、2017-18シーズンはリーグ戦12試合の出場で終了。
2018年7月4日、CDレガネスへの1年間のローン移籍が発表。9月26日のFCバルセロナ戦では、0-1からの逆転勝利に貢献。同シーズンレガネスは13位で終え、リーガ残留に貢献。シーズン終了後には1.FCケルンが、ベスガの獲得に興味を示したものの、ビルバオに復帰。2019-20シーズンは20試合に出場した。